# Rems-Murr-Kliniken

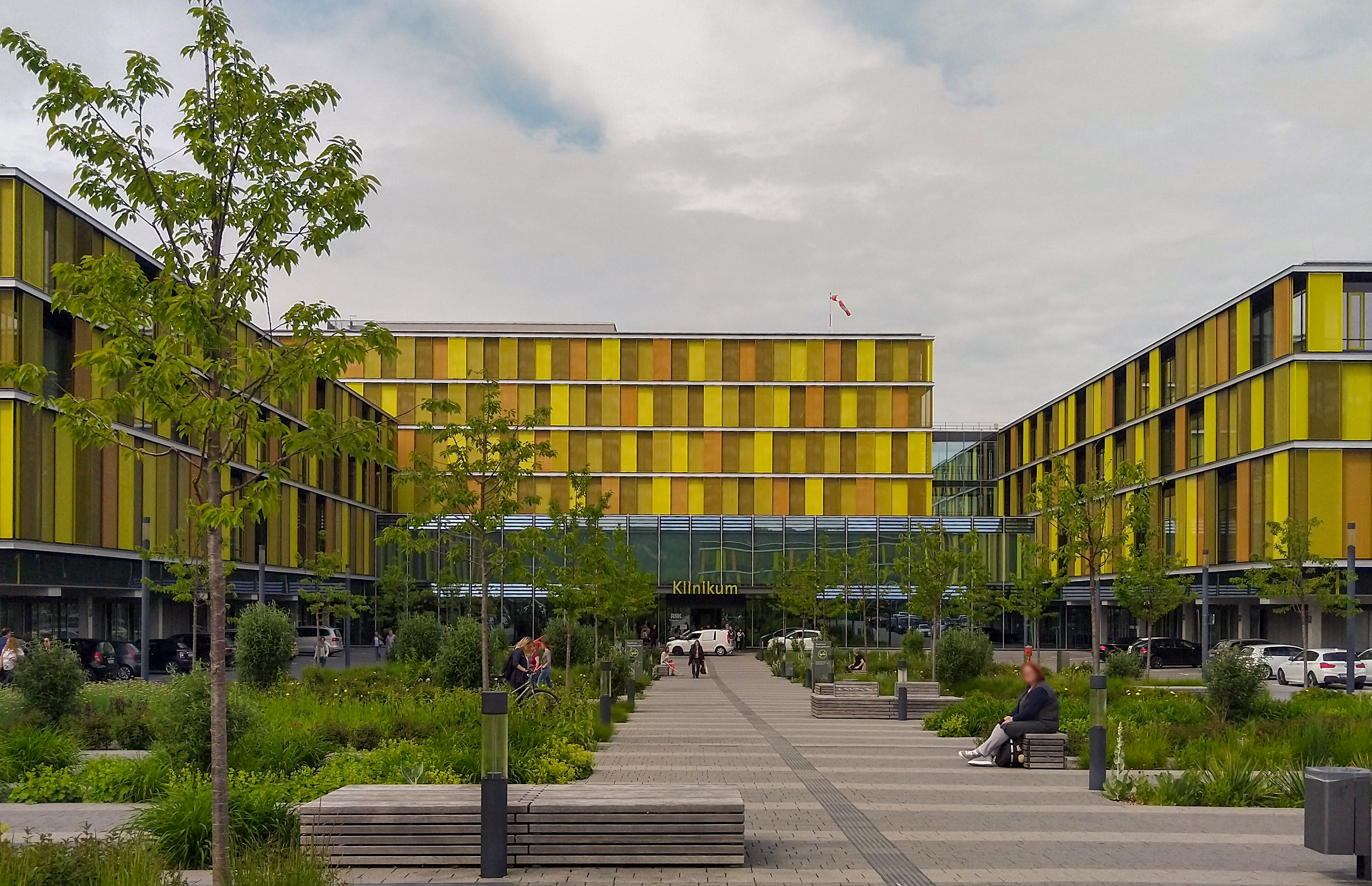
RMK Standort Winnenden

Die Rems-Murr-Kliniken ist eine gemeinnützige GmbH, die Krankenhäuser der Grund- und Regelversorgung in den Orten Schorndorf und Winnenden im Rems-Murr-Kreis in Baden-Württemberg betreibt. Insgesamt haben die Kliniken 915 Betten und circa 2600 Mitarbeiter. Jährlich werden um die 50.000 Patienten stationär betreut und behandelt. In 20 Fachabteilungen und Belegabteilungen arbeiten rund 220 Ärzte sowie mehr als 1400 Gesundheits- und Krankenpfleger bzw. Kinderkrankenpfleger und Gesundheits- und Krankenpflegehilfen für die medizinische Versorgung und Pflege. In den Bereichen Urologie, Neurochirurgie, Nuklearmedizin und Unfallchirurgie arbeiten die Kliniken eng mit lokalen Kooperationspartnern zusammen.

## Medizinische Schwerpunkte
Klinikum Winnenden: (Lage)
- Gastroenterologie, Allgemeine Innere Medizin und Geriatrie
- Kardiologie
- Hämatologie, Onkologie und Palliativmedizin
- Neurologie
- Kinder- und Jugendmedizin
- Gynäkologie und Geburtshilfe
- Allgemeinchirurgie und Viszeralchirurgie
- Thoraxchirurgie
- Gefäßchirurgie
- Unfallchirurgie und Orthopädie
- Urologie
- Anästhesie, Intensivmedizin und Notfallmedizin
- Radiologie
- HNO (Belegklinik)

Klinik Schorndorf (Lage)
- Allgemeine Innere Medizin
- Gastroenterologie
- Gynäkologie und Geburtshilfe
- Allgemeinchirurgie, Viszeralchirurgie und Gefäßchirurgie
- Unfallchirurgie und Orthopädie
- Anästhesie, Intensivmedizin und Notfallmedizin sowie Schmerztherapie
- Diagnostische und interventionelle Radiologie
- HNO (Belegklinik)

Anfang 2012 wurden die zentralen Bereiche der Rems-Murr-Kliniken sowie das Haus Schorndorf erfolgreich nach DIN EN ISO 9001 zertifiziert.
Zertifiziert sind außerdem folgende Bereiche:
- Brustzentrum Rems-Murr
- Zentrum für Schlaganfall in Schorndorf
- Chest Pain Unit der Kardiologie
- Zentrum für Endometriose
- Zentrum für Endoprothetik
- Unfallchirurgie

## Geschichte
Die Geschichte der Krankenhäuser im Rems-Murr-Kreis beginnt im 19. Jahrhundert: Damals machte eine wachsende Bevölkerung eine lokale Krankenversorgung notwendig. Das Krankenhaus in Backnang wurde im Jahr 1866, das in Waiblingen 1873 und das in Schorndorf 1908 gegründet.
Am 1. September 2001 schlossen sich die ehemaligen Kreiskrankenhäuser Backnang, Schorndorf und Waiblingen unter dem Namen Rems-Murr-Kliniken zusammen. Seit 1. Oktober 2008 firmieren die Rems-Murr-Kliniken als gGmbH.
Im Juli 2008 beschloss der Kreistag des Rems-Murr-Kreises mit 44:42 Stimmen einen Krankenhausneubau mit ca. 600 Betten am Standort Winnenden. Das Gebäude wurde nach den Entwürfen des Büros Hascher Jehle Architektur errichtet. In dieses, am 19. Juli 2014 in Betrieb genommene Rems-Murr-Klinikum wurden die Krankenhäuser Waiblingen und Backnang überführt. Der zuletzt vorgesehene Eröffnungstermin 25. Januar 2014 musste im November 2013 wegen eines Wasserschadens in Millionenhöhe, verursacht durch eine schlecht verpresste Muffe, auf Juli 2014 verschoben werden. Die neu entstandenen Abteilungen verfügen über eine höhere Kapazität.
Der Umzug der Krankenhäuser Waiblingen und Backnang nach Winnenden erfolgte am 19. und 20. Juli 2014. Die Gebäudekomplexe in Backnang und Waiblingen wurden 2015 abgerissen. Das Gelände in Waiblingen wurde mit Wohn- und Parkanlagen bebaut. Auch auf dem Gelände in Backnang entstanden inzwischen Wohngebäude. Zusätzlich wurde gegenüber ein neues Ärztehaus gebaut.

## Ausbildung und Studium
Ausbildungen:
- Gesundheits- und Krankenpfleger
- Gesundheits- und Kinderkrankenpflegerin
- Gesundheits- und Krankenpflegehilfe
- Operationstechnischer Assistent
- Elektroniker für Betriebstechnik
- Fachinformatiker Systemintegration
- Anlagenmechaniker für Sanitär-, Heizungs- und Klimatechnik
- Kaufmann im Gesundheitswesen
- Intensivpflegefachkraft

Studium:
- Angewandte Gesundheitswissenschaften
- BWL-Gesundheitsmanagement